# Oyo (Nigeria)
Pour les articles homonymes, voir Oyo.
Oyo (Ọ̀yọ́ en yoruba) est une ville de l'État d'Oyo au Nigeria, fondée comme la capitale de l'Empire d'Oyo dans les années 1830. Elle était alors nommée le nouvel Oyo (Ọyọ Atiba) pour la distinguer de l'ancienne capitale au nord, le vieux Oyo (Ọyọ-Ile) qui avait été désertée à la suite de rumeurs de guerre. Ses habitants sont pour la plupart des Yorubas.

## Histoire
En raison de la position dominante de l'Empire d'oyo en Afrique de l'ouest médiévale, les membres du clan oyo ( yoroba ) étaient considérés comme lignée dirigeante de la tribu. Plusieurs peuples africains sont passés par cette Empire oyo avant l'arrivée des Européens.
Selon la tradition orale, le fondateur de l'empire d'Oyo était Oranyan, fils d'Odoudoua, également le fondateur du royaume du Bénin. Un obélisque a été érigé en son honneur dans la ville d'Ile-Ife. Oranyan désigne davantage un archétype du guerrier plutôt qu'un personnage unique, datant de l'âge d'or de l'empire d'Ifè, entre les XIe et XIVe siècles.

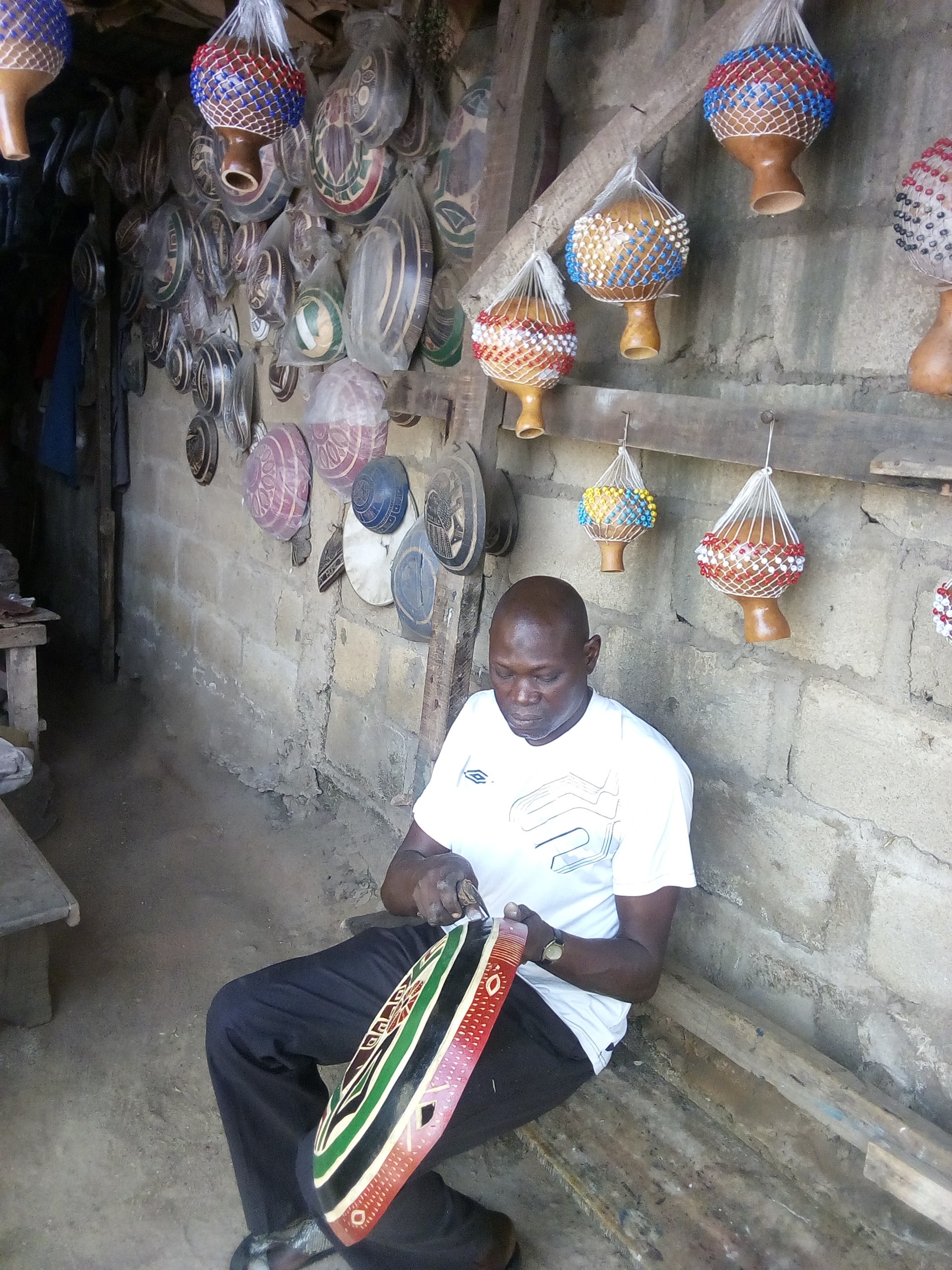
Sculpture sur calebasse.